# TIMM17B
TIMM17B (англ. Translocase of inner mitochondrial membrane 17B) – білок, який кодується однойменним геном, розташованим у людей на короткому плечі X-хромосоми. Довжина поліпептидного ланцюга білка становить 172 амінокислот, а молекулярна маса — 18 273.
| 10         |  | 20         |  | 30         |  | 40         |  | 50         |
| ---------- |  | ---------- |  | ---------- |  | ---------- |  | ---------- |
| MEEYAREPCP |  | WRIVDDCGGA |  | FTMGVIGGGV |  | FQAIKGFRNA |  | PVGIRHRLRG |
| SANAVRIRAP |  | QIGGSFAVWG |  | GLFSTIDCGL |  | VRLRGKEDPW |  | NSITSGALTG |
| AVLAARSGPL |  | AMVGSAMMGG |  | ILLALIEGVG |  | ILLTRYTAQQ |  | FRNAPPFLED |
| PSQLPPKDGT |  | PAPGYPSYQQ |  | YH         |  |            |  |            |

A: Аланін

C: Цистеїн

D: Аспарагінова кислота

E: Глутамінова кислота

F: Фенілаланін

G: Гліцин

H: Гістидин

I: Ізолейцин

K: Лізин

L: Лейцин

M: Метіонін

N: Аспарагін

P: Пролін

Q: Глутамін

R: Аргінін

S: Серин

T: Треонін

V: Валін

W: Триптофан

Задіяний у таких біологічних процесах, як транспорт, транспорт білків, транслокація, альтернативний сплайсинг. 
Локалізований у мембрані, мітохондрії, внутрішній мембрані мітохондрії.